# Леонті Мровелі
Леонті Мровелі (груз. მროველი მროველი) був грузинським літописцем XI-го століття, імовірно, церковним. Мровелі не його прізвище, але прикметник для єпархії Урбнісі-Руісі, чиїм єпископом він, ймовірно, був. Звідти, ще одна сучасня транслітерація його імені є Леонтій Руісі.
Окрім пізніх анотацій до рукописів Хроніки Грузії, архієпископ Руісі на ім'я Леонті згадується лише тричі: один раз в рукописі XI-го століття з Афону; один раз у перекладі Євфимія Афоського коментара Івана Золотоустого до Євангеліє від Матвія; і, більш конкретно, на напису 1066 рока з печер Трехві в центральній Грузії. Припущення про те, що Леонті Мровелі належав до VIII або початку X століття, зараз здаються неправдоподібними. Цей Мровелі більше не займав цю посаду в 1103 році, оскільки він не був засвідчений в діях грузинського церковного синоду, скликаного в Руісі і сусідньому соборі Урбнісі царем  Давидом IV. Деякі історики приписують Леонті написання кількох творів середньовічной збірки Хроніки Грузії, інші ж вважають його лише компілятором попередніх текстів. У будь-якому випадку, Леонтій Мровелі як літописець змістив баланс грузинської літератури від церковного до світського.